# 안디 릴라
안디 릴라(알바니아어: Andi Lila, 1986년 2월 12일 ~ )는 알바니아의 은퇴한 축구 선수이다. 수비수와 미드필더로 활약했다.

## 수상

### 클럽
티라나
- 알바니아 수페르리가: 2008–09
- 알바니아 컵: 2010–11; 준우승: 2008–09

### 기타
- 카바여 명예 시민: 2015[2]